# Sanatorium Herzoghöhe
Das Sanatorium Herzoghöhe war eine Privatklinik in Bayreuth.

## Vorgeschichte

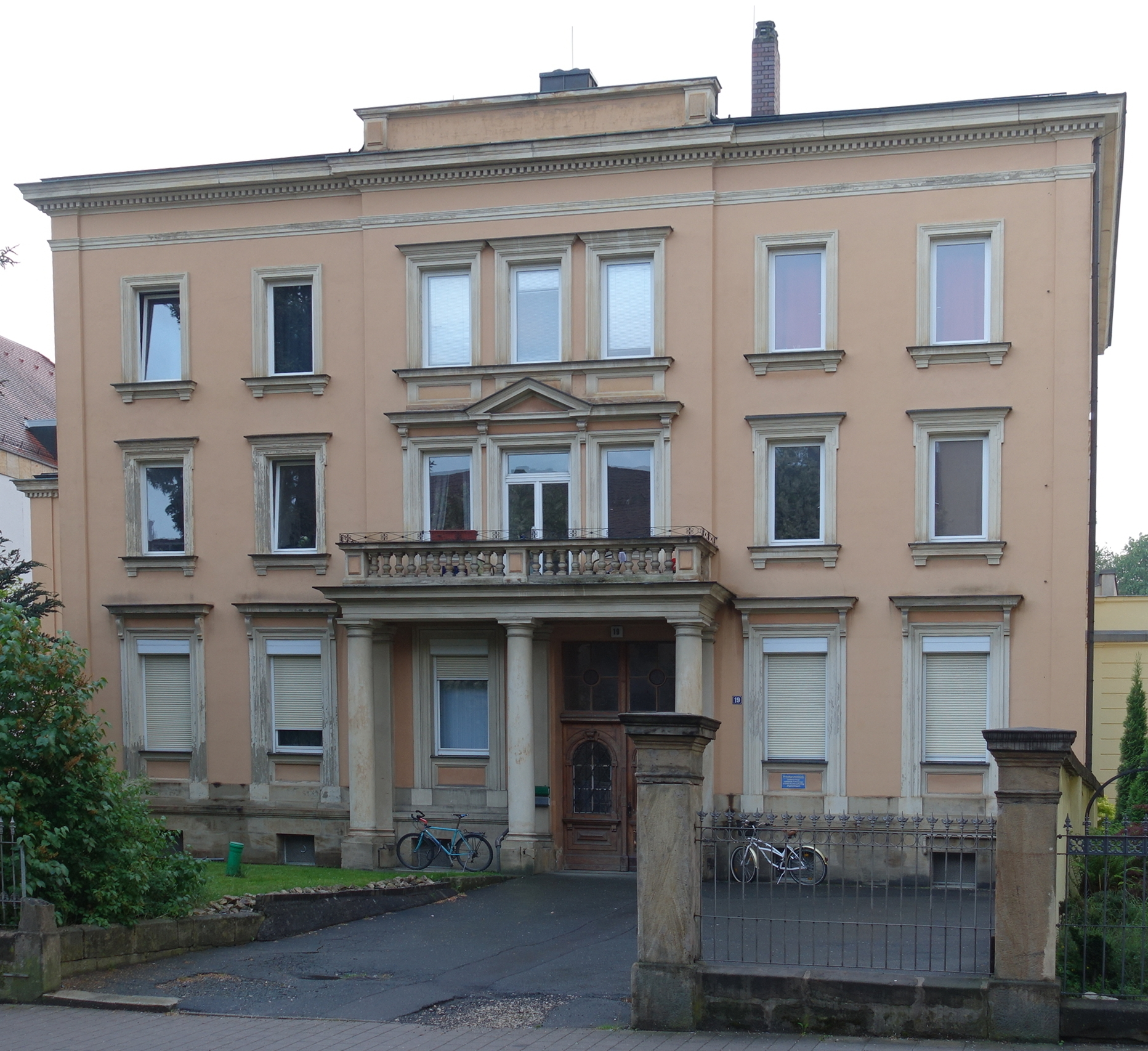
Erlanger Straße 19 in Bayreuth, ehemalige „Anstalt für gemüths- und nervenkranke Israeliten“

Simon Würzburger (geboren am 17. Dezember 1816 in Bayreuth; gestorben am 25. September 1895 ebenda) war ein Sohn des jüdischen Bayreuther Schnittwarenhändlers Jacob Würzburger und dessen Ehefrau Philippine Würzburger, geborene Romberg. Als erster in seiner Familie entschied er sich für ein Medizinstudium und lebte danach in Aschbach im heutigen Landkreis Bamberg.
Nach dem Tod des praktischen Arztes Walther in Bayreuth übernahm Simon Würzburger im März 1856 dessen Stelle und kehrte in seine Heimatstadt zurück. Er war mit Rosette geb. Herzfelder verheiratet, mit der er in jenem Jahr in Bayreuth den Sohn Albert bekam. Am 13. März 1861 bat Simon Würzburger den Stadtmagistrat um die Erlaubnis zur Aufnahme „einiger gemüthskranker Damen“ in seinem privaten Wohnhaus in der Dammallee. Unter Auflagen stimmte die Stadtverwaltung zu: Die Angehörigen musste sich freiwillig für die Behandlung der Patienten durch Würzburger entscheiden, die Aufnahme von „aufgeregten Irren, d.h. solche, welche Tobsuchtsanfälle bekämen, laut schreien, viel Spektakel machen, viele Unruhe um sich her veranlassen in sein Haus aufzunehmen“ wurde ihm untersagt.
In den folgenden knapp zehn Jahren behandelte Simon Würzburger in seinem Wohnhaus stets nur wenige Patienten gleichzeitig. Zunächst waren alle von ihnen Juden. Anfang der 1870er Jahre ließ er für seine „Anstalt für gemüths- und nervenkranke Israeliten“ in der Erlanger Straße 19 einen eigenen Neubau errichten. Die Regierung von Oberfranken wies ihn darauf im März 1872 an, um eine Genehmigung für den Betrieb einer solchen „Privatirrenanstalt“ zu ersuchen. Wiederum unter Auflagen wurde diese erteilt: So unterstand er fortan der Aufsicht des Bezirksarztes, musste alle Veränderungen in seiner Anstalt (Aufnahmen, Entlassungen und Sterbefälle) melden und jährliche Berichte über alle Vorkommnisse in der Einrichtung verfassen.
Die Anstalt war gezielt auf jüdische Patienten ausgerichtet; so gab es z. B. eine Köchin, die koscheres Essen zubereitete. Behandelt wurden sowohl Männer als auch Frauen, deren Alter von Anfang 20 bis weit über 70 Jahre reichte. Zu den behandelten Leiden zählten u. a. Melancholie, Tobsucht, Wahnsinn, Verrücktheit, Paralyse und Epilepsie. Aus einem Mitte der 1870er Jahre entstandenen Bericht einer städtischen Kommission unter Leitung des Bezirksarztes geht hervor, dass die Einrichtung als vorbildlich eingestuft wurde. Die 19 Patienten, 12 Männer und 7 Frauen, seien in bester Obhut und bis auf die unruhigsten Fälle hätten alle Zugang zu einem großen Garten.

## Geschichte und Beschreibung

„Kurhaus Mainschloß“ an der äußeren Kulmbacher Straße, 1959 abgebrochen

Der Erfolg veranlasste Simon Würzburger zu Plänen für einen neuen Gebäudekomplex am Fuß des damals noch unbebauten Roten Hügels an der Kulmbacher Straße. Die Anstalt wurde 1894 unter dem Namen Sanatorium Herzoghöhe eröffnet. Simon Würzburger starb allerdings schon bald darauf im Alter von 78 Jahren am 25. September 1895. Sein Nachfolger wurde sein am 13. November 1856 geborener zweitältester Sohn Albert.
Albert Würzburger hatte die örtliche Königlich Bayerische Studienanstalt besucht, anschließend in Würzburg Medizin studiert und dort auch seinen Militärdienst abgeleistet. Am 8. April 1881 erhielt er seine Approbation als Arzt. Ein Jahr später wurde er Assistenzarzt 2. Klasse und nahm seine Tätigkeit in der Anstalt seines Vaters auf.
Das Sanatorium Herzoghöhe umfasste mehrere Gebäude, die sich in einer weitläufigen Parkanlage verteilten. Die bis zu 100, ausschließlich gut betuchten Patienten waren nach Geschlechtern und Krankheitsgrad auf mehrere Wohnhäuser verteilt, die als Krankenpavillons bezeichnet wurden. Im Jahr 1912 bestand es aus insgesamt 13 Gebäuden, darunter 7 Krankenpavillons und 2 Villen für Patienten, die ihren Haushalt selbst führen wollten. Die Villen des leitenden Arztes und des Oberarztes befanden sich ebenfalls auf dem Gelände.
Jeder Krankenpavillon verfügte über einen eigenen Garten. Alle Häuser waren mit elektrischem Licht, manche auch mit Warmwasserheizungen ausgestattet – keineswegs üblich in der damaligen Zeit. Für die Patienten gab es zahlreiche Betätigungsmöglichkeiten; ein Turnplatz, eine Kegelbahn, ein Tennisplatz und im Winter sogar eine Rodelbahn waren vorhanden. Zudem war es den Patienten möglich, in den Obst- und Gemüsegärten oder in der hauseigenen Schreinerwerkstatt zu arbeiten. Bei insgesamt 10 Mark Pensionspreis erhielt der Patient sogar eine eigene Pflegekraft.
1907 eröffnete Albert Würzburger neben dem Sanatorium Herzoghöhe das „Kurhaus Mainschloß“. War das Sanatorium bereits auf höhere Gesellschaftsschichten ausgerichtet, so bot das luxuriös eingerichtete neue Gebäude 24 sehr vermögenden Gästen Platz. Es wies modernste Behandlungsmöglichkeiten für Nervenleidende auf, darunter unterschiedliche Bäder und ein „Elektrisierzimmer“, diente aber nicht nur als Heilanstalt, sondern auch als Erholungsheim. Als solches beherbergte es u. a. ein Billardzimmer, einen Lesesaal und – als besondere Attraktion – einen großen Wintergarten. Berühmtester Patient des Mainschlosses war der Schriftsteller Oskar Panizza, der von 1907 bis zu seinem Tod 1921 dort lebte.
Anders als die ehemalige Anstalt in der Erlanger Straße nahmen das Sanatorium und das Kurhaus auch nichtjüdische Patienten auf. Im Februar 1936 waren 42 von 100 Betten des Sanatoriums belegt, davon 23 durch Juden und 19 durch Nichtjuden. Vier der Patienten waren Tschechoslowaken, zwei Amerikaner und einer Engländer. Im Mainschloß waren ein deutscher Nichtjude und zwei Juden aus der Schweiz untergebracht.
Albert Würzburger galt als hoch angesehener Bürger der Stadt. Im Jahr 1899 wurde er Mitglied des Magistrats und bekleidete diesen Posten bis 1919. Bei der Gemeindewahl des Jahres 1905 erreichte er die höchste Stimmenzahl. 1911 wurde ihm der Titel Hofrat verliehen, 1926 wurde er mit dem Titel Geheimer Sanitätsrat geehrt. Drei seiner vier Kinder wurden Mitarbeiter im Sanatorium: seine Töchter Emma (1887–1969) und Anna (1893–1938) sowie sein älterer Sohn Otto (1888–1957). 1932 zog sich Albert Würzburger zurück und überließ Sanatorium und Kurhaus in der Obhut seiner vier Kinder, darunter auch dem jüngeren Sohn Karl (1891–1978), einem Schriftsteller und Journalisten.
Nach der Machtergreifung durch die Nationalsozialisten wurde Albert Würzburger unter Hausarrest gestellt; der Betrieb der Einrichtungen blieb von den neuen politischen Verhältnissen zunächst unberührt. 1936 sollten Sanatorium und Kurhaus in eine „deutsche Krankenanstalt“ umgewandelt werden. Um deren Arisierung zu verhindern, wurden sie an Konrad Pöhner, den Schwiegersohn des mit Emma Würzburger verheirateten Oberarztes Bernhard Beyer, verkauft. Der Kauf wurde von den Nazis argwöhnisch verfolgt, da Pöhner wegen seiner Ehe mit einer Enkelin Albert Würzburgers als „jüdisch versippt“ galt. Die Leitung der Klinik wurde der Familie Würzburger entrissen, die Reichsärztekammer setzte den nationalsozialistischen Arzt Kurt Bach als Geschäftsführer und ärztlichen Leiter ein.
Otto Würzburger emigrierte 1936 nach Mexiko, sein Bruder Karl in jenem Jahr in die Schweiz. Albert Würzburger starb am 16. Juli 1938, seine Tochter Anna nahm sich am 3. Dezember 1938 das Leben. Die Gebäude der Anstalten überdauerten das „Dritte Reich“ und überstanden die Luftangriffe auf Bayreuth im Zweiten Weltkrieg. 1956 wurden sie von Pöhner an die Landesversicherungsanstalt verkauft. Das Kurhaus Mainschloß wurde 1959 abgebrochen und das Gelände anschließend neu bebaut. Karl Würzburger kehrte nach dem Krieg nach Bayreuth zurück und wurde städtischer Kulturreferent.